# ピクニック (お笑い芸人)
ピクニック（1981年6月29日 - ）は、日本のピン芸人。本名、藤井 章永（ふじい あきひさ）。
東京都武蔵村山市出身。吉本興業東京本社（東京吉本）所属。東京NSC6期生。

## プロフィール
- 身長163cm、体重55kg（2012年現在）、血液型A型。
- 2000年 - 2004年は『トップスピン』というコンビで活動していた。
- 芸風は主にコント。
- 芸名の由来は吉田サラダ（ものいい）に「お前ピクニックっぽいな」と言われたことから。最近は後輩や仲間から『ピクニック兄さん』を略して『ピク兄』（ぴくにい）と呼ばれることが多い。
- 喫煙者。
- 神保町花月の公演に多数出演している。演技力が評価され『安心と信頼のピクニック』『神保町花月の申し子』の異名を持つ。
- 実家で、ハナという名前の柴犬を飼っている。ブログにもよく登場し、伝わらないモノマネを披露。
- つよし（マキシマムパーパーサム）、伊藤智博（LLR）と仲が良く、『3GUYS』として同じ文面のブログを更新することがある。
- 同期の五明拓弥（グランジ）とも仲が良く、『同級生』というユニットで活動している。
- 同じピン芸人のシューレスジョーとも仲が良く、神保町花月にて隔月で『ピクとジョー』というライブを行っている。
- 栗山直人（アームストロング）、有本おっさん、土井（サザンカ）の4人で『小平一家』という軍団を組んでいる。軍団長＝栗山、右腕＝ピクニック、清掃員＝有本おっさん、谷町＝土井という構成。名前の由来は昔、栗山が小平に住んでいたことから。
- バッファロー吾郎・木村が絶賛しており、ピクニックが出演する『AGE AGE LIVE』は毎回、録画していたらしい。
- 『崖の上のポニョ』のポニョや風見しんご、新派役者の河合雪之丞に似ていると言われることがある。
- 剣道が得意で、「小手の藤井」と呼ばれていた。その実力は高く、某有名体育大学に剣道の推薦で入れるほどだったという。しかし、「剣道をやりたくない」という理由でその推薦を蹴り、高校時代は帰宅部に所属していた。
- 高校時代1年付き合っていた彼女に「今まで1回も好きじゃなかった」と言われて振られた過去がある。
- 実年齢より幼くみられることが多く、レンタルビデオ店でAVを借りようとしていた時、中学二年生と間違われ、私服警官に捕まった。
- 2008年M-1グランプリにオコチャ、とっしー、シューレスジョーのヤングピンスポメンバーと共に『大江戸まさるさとしゆうじたけし』として出場。
- 2009年 - 2013年3月の4年間、瀬山俊之（飯能BBQ）と同居していた。
- 『ピクニックのシチサンライブ』第一回で、自分がMC担当にも関わらず、舞台には15分ほどしか立たなかった（本人は渋谷区内をマラソンし、主なMCはゲストが担当）。
- チョコレートプラネットを抜いて神保町花月への出演数が吉本内で1番である。
- 2012年7月8日に行われた『神保町花月4劇団立ち上げ！ メンバードラフト会議!!』により神保町花月から4劇団が誕生し、ニブンノゴ!宮地劇団に入団。後に2013年12月27日に行われた同ライブにて、新たにマンボウやしろ劇団に入団。
- 軽度の潔癖症で、人が口をつけた飲み物は飲めない。
- 三人兄弟の長男だが、三男は身長170cm、次男は182cmあり、兄弟の中で一番背が小さい。弟二人からは「あきちゃん」と呼ばれ、弟の妻からは「ピク兄」と呼ばれている。
- メロンが好物だが、食べると耳の中が痒くなるので食べられない。本人曰く、禁断の果実。
- 特技は人よりも手が開くことと、指を鳴らすこと。
- 若手舞台俳優との交流が深く、『キャストサイズニュース』（ニコニコ生放送）でMCを務めるほか、俳優のファンイベントでMCを務めることも多い。
- キャストサイズチャンネル（ニコニコ生放送）初の俳優×芸人、spi×ピクニックのレギュラー番組『やってんなお前』略称『てんおま』毎月配信中（2019年5月16日 - ）
- 大好物は五平餅。
- コンタクトの度数は右−6.5、左−5.5。BC8.6。

## 出演

### テレビ
- エンタの神様（日本テレビ、2010年2月6日） - キャッチコピーは「うろ覚えの迷曲」
- 示談交渉人 ゴタ消し（日本テレビ、2011年2月3日） - キャバクラの客
- 森田一義アワー 笑っていいとも!（フジテレビ、2012年11月1日） - 「ファンdeビンゴ」コーナー
- バカソウル（テレビ東京、2013年2月2日） - ジューシーズとコラボ
- ソウドリ（TBS、2024年3月19日）- サルゴリラ 愛のゴリ推し芸人として出演

### ネットラジオ
- ピクニックとシューレスジョーの「ぬくもり横丁」 （2013年12月31日 - 毎週水曜日配信中）　メインパーソナリティ

### 神保町花月
- ソビエト （2007年9月19日 - 9月24日）
- 凜 （2007年12月4日 - 12月9日）
- カーテン （2008年2月19日 - 2月24日）
- ミセス・ダディー （2008年3月25日 - 3月30日）
- かあちゃん、スターになったよ （2008年5月8日 - 5月11日）
- やけくそチェンジ （2008年7月1日 - 7月6日）
- 夏の終わりのマーメイド （2008年8月26日 - 8月31日）
- あい LOVE ゆう （2008年9月23日 - 9月28日）
- 三十路少年 （2008年12月16日 - 12月21日）※主演
- "新春初笑い!笑って笑って60分"の裏で… （2009年1月2日 - 1月5日）
- 三ツ星★ストア （2009年1月27日 - 2月1日）
- 殺し屋一家の誕生日会 （2009年3月3日 - 3月8日）
- バッド・バースデー! （2009年4月14日 - 4月19日）
- 月見草 （2009年7月22日 - 7月26日）※主演
- オスメス （2009年9月30日 - 10月4日）
- 願わくば、幸せに （2009年11月11日・12日・14日・15日・16日）
- 10年計画ボーイズ〜前編〜煩悩のマシンガン （2009年12月27日 - 12月30日）
- 10年計画ボーイズ〜後編〜ポチ袋のエクスタシー （2010年1月2日 - 1月4日）
- 本番、行きます！ （2010年3月16日 - 3月19日、21日）※主演
- 穴 （2010年5月18日 － 5月23日）
- 罪と蜜 （2010年7月7日 - 7月11日）
- 御芝居 （2010年8月22日 - 27日）
- 【チャレンジ公演】ＸＸＸＸＸＸ （2010年11月27日 - 28日）
- 寅の微笑み、兎飛べ〜少し変わった、全部変わるか〜 （2010年12月27日 - 30日）
- 寅の微笑み、兎飛べ〜地に足なんて、着けてたまるか〜 （2011年1月2日 - 1月6日）
- 【チャレンジ公演】マハラジャと太田くん （2011年2月3日 - 2月4日）
- POLI袋 （2011年3月7日 - 3月12日）
- モテない君の戦い （2011年4月26日 - 5月1日）
- ロックンダディロールヒーロー （2011年6月28日 - 7月3日）
- 4～four～ （2011年7月6日 - 7月12日）
- わたあめ、チューした、タララッタ （2011年8月6日 - 8月14日）
- 【チャレンジ公演】同級生 （2011年10月3日 - 10月6日）
- 珈琲ヒッチハイクガイド （2011年10月18日 - 10月22日）
- WE KISS LOVESTORY （2011年12月26日 - 12月30日）
- WE KISS LOVESTORY Ⅱ （2012年1月2日 - 1月6日）
- 【チャレンジ公演】漆黒のJOE （2012年1月20日、22日）
- 俺を旅して #1 今日を旅する （2012年4月25日 - 28日、30日）
- 俺を旅して #2 過去を旅する （2012年5月22日 - 5月27日）
- 俺を旅して #3 未来を旅する （2012年6月12日 - 6月17日）
- バーボン65 （2012年7月3日 - 7月8日）
- 【宮地劇団公演】ラフカンパニー（2012年10月30日 - 10月31日、11月2日 - 11月4日）
- Money X'mas （2012年11月21日 - 11月23日、11月25日 - 11月26日）
- マジで忠臣蔵！！前編 （2012年12月26日 - 12月30日）
- マジで忠臣蔵！！後編 （2013年1月3日 - 1月7日）
- 謎ト答 （2013年2月13日 - 2月18日）
- サカサマ島綺譚～奇抜探偵・四条司の静謐なる思考～ （2013年3月6日 - 3月12日）
- 神保町ドラマストーリー （2013年4月9日、4月11日 - 4月14日）
- 【宮地劇団公演】おしぼり （2013年5月2日 - 5月3日、5月5日 - 5月6日）
- みず と つち （2013年7月2日 - 7月7日）
- ピクニック （2013年8月20日 - 8月23日、8月25日 - 8月26日）
- What will you bet Next ? （2013年9月25日 - 9月30日）
- ミス・ホワイトクリスマス（2013年12月20日 - 12月23日）
- 喫茶クロネコ（2014年1月28日 - 2月2日）※主演
- 時代に流されろ！ (2014年5月3 - 5月6日)※主演
- 生武運 ～SEVEN～ (2014年7月1日 - 7月6日)
- すべてはノーから始まった (2014年8月6日 - 8月7日、8月9日 - 8月11日)
- レンタルしますか？ (2014年9月17日 - 9月22日)※主演
- 斜本～しゃほん～ (2014年10月31日 - 11月5日)
- 題名のない神保町花月 (2014年11月13日 - 11月15日、11月17日 - 11月18日) ※11月15日ゲスト出演
- リズム&ライス ～その男のリズム～ (2014年12月27日 - 12月30日)
- 本番いきます！（2015年1月31日 - 2月4日）
- 劇団緑 (2015年2月24日、2月26日 - 2月28日、3月2日)
- 伊藤真奈美＆藤田記子～女のグチャグチャ～ (2015年4月4日 - 4月5日)※4日ゲスト出演
- サイレントキャスター（2015年5月5日 - 5月10日）
- 福田転球特別企画公演「彼女の履歴書」（2015年6月16日 - 6月20日）
- 400回記念公演「ナツテール」（2015年7月14日 - 7月19日）
- 月を越えて〜オーバー・ザ・タブー〜（2015年12月21日 - 12月25日）
- 神保町花月10周年記念公演「1010愛して（じゅうじゅうあいして）」（2017年7月5日 - 7月9日）
- 10年計画ボーイズ2018 後編～ポチ袋のエクスタシー～（2018年1月5日 - 1月7日）※7日ゲスト出演
- アクティブリーディング『それから』（2019年1月25日 - 1月27日）※27日ゲスト出演
- 僕の愛は君の好きにも勝てやしない（2019年2月1日 - 2月3日）
- ピクとジョー特別本公演「白と黒 他一篇」（2019年7月19日 - 7月21日）
- 絶望が持った音・令～ある師弟の想い～（2019年8月1日 - 8月4日）

### 舞台
- 劇団たいしゅう小説家 Present`s 「草葉の陰でネタを書く。」 （あうるすぽっと、2016年2月3日 - 2月7日）
- 熱帯◎亜熱帯レーベル #3「サブトロピカル サステナビリティ」（下北沢 小劇場B1、2016年2月24日 - 2月28日）
- 空飛ぶ猫☆魂 #5『8月のウィークエンド・プロフェシー』（下北沢 駅前劇場、2016年8月24日 - 8月28日）
- yataPro vol.3『熱海殺人事件～友よ、いま君は風に吹かれて～』（オメガ東京、2019年10月23日 - 10月31日）
- 『VIVID CONTACT~re:born~』（ザ・ポケット、2021年2月24日-28日）
- たまRiver『青いきおく』（CHARA DE 新宿御苑、2021年3月26日-28日）
- 『VIVID CONTACT~fany~』（劇場HOPE、2021年9月29日-10月3日）
- 『青いきおく』（四ツ谷シアターウイング、2022年6月23日-26日）
- 『1/5ドロボウのモノクロームハウス』（萬劇場、2022年10月26日-30日）
- 『セーブ・ザ・ダディ ~VIVID CONTACT事件簿~』（恵比寿・エコー劇場、2022年11月16日-20日）
- 『夏の夜の夢』（東京芸術劇場シアターウエスト、2023年4月19日-23日）
- 『Run For Your Wife』（あうるすぽっと、2023年7月12日 - 19日）ポーターハウス警部 役[1]
- 『猫にチャカ-新宿編-』（オメガ東京、2023年9月14日 - 18日）
- 『タットビ』（新宿シアタートップス、2023年11月8日-12日）

### 単独ライブ
- 「グラインドハウス ピン単独〜はいじぃ&永井佑一郎&ピクニック&シューレスジョー〜」（新宿シアターブラッツ、2009年5月10日 ）
- 「グラインドハウス ピン単独〜はいじぃ&永井佑一郎&ピクニック&シューレスジョー〜」（新宿シアターブラッツ、2009年12月23日）
- 「グラインドハウス ピン単独〜はいじぃ&永井佑一郎&ピクニック&シューレスジョー〜」（新宿シアターブラッツ、2010年4月28日）
- 「ピレネー」（新宿シアターブラッツ、2011年4月27日 ）
- 「アルプス」（新宿シアターモリエール、2012年3月18日）
- 「ドラスケンバーグ」（恵比寿・エコー劇場、2012年8月18日）
- 「ウラル」（千本桜ホール、2017年9月18日）
- 「ロッキー」（シアター代官山、2018年9月2日）
- ピクニック20周年記念ライブ「ドゥ・ユー・ノウ・ピクニック？」（よしもと有楽町シアター、2022年9月25日）
- 「ヒマラヤ」（よしもと有楽町シアター、2023年8月6日）

### ネタライブ
- ピクニックネタライブ「アンデス」（2015年3月27日）
- ピクニックネタライブ「アンデスvol.2」（2015年6月27日）
- ピクニックネタライブ「アンデスvol.3」（2015年9月15日）
- ピクニックネタライブ「アンデスVol.4」（2016年3月20日）
- ピクニックネタライブ「アンデスVol.5」（2016年6月26日）
- ピクニックネタライブ「アンデスVol.6」（2016年9月25日）
- ピクニックサイレントネタライブ「シー」（2015年12月5日）
- ピクニックサイレントネタライブ「シー」（2016年11月25日）
- ピクニック新ネタライブ「アンデス」（2019年7月13日）
- ピクニックネタライブ「アップデート・P」（2019年11月23日）
- ピクニックネタライブ「アンデス」（2020年8月30日）
- ピクニックネタライブ「アンデス」（2020年11月21日）
- ピクニックネタライブ「アンデス」（2021年3月21日）
- ピクニックネタライブ「アンデス」（2021年7月10日）
- ピクニックネタライブ「アップデート・P」（2021年11月3日）
- ピクニックネタライブ「アンデス」（2022年2月20日）
- ピクニックネタライブ「アンデス」（2022年12月4日）
- ピクニックネタライブ「アップデート・P」（2023年2月26日）
- ピクニックネタライブ「アップデート・P」（2023年12月17日）
- ピクニックネタライブ「アンデス」（2024年3月17日）
- ピクニックネタライブ「アンデス」（2024年6月16日）
- ピクニックネタライブ「アンデス」（2024年9月29日）
- ピクニックネタライブ「アンデス」（2024年12月29日）
- ピクニックネタライブ「アンデス」（2025年3月23日）
- ピクニックネタライブ「アンデス」（2025年6月29日）

### 企画ライブ
- ピクニックと5つの物語～Page1～『おいもと僕の15年間』（神保町花月、2018年10月10日）
- ピクニックと5つの物語～Page2～『反抗期お父さん』（ヨシモト∞ドーム ステージⅠ、2019年4月21日）
- ピクニックと5つの物語～Page3～『お兄ちゃんをぶっ倒せ!』（ヨシモト∞ドーム ステージⅠ、2019年7月28日）

### ユニットライブ
- 「松田P佐久」（2010年10月 - 2018年12月10日） - 松田洋昌（ハイキングウォーキング）、佐久間一行とのユニットライブ
- 「ピクとジョー」（2011年4月 - 2023年5月21日） - シューレスジョーとのユニットライブ

- 「ピグラキパーシャッフル祭〜同級生〜藤井くんと五明くん〜」（2010年1月17日） - 五明拓弥（グランジ）とのユニットライブ
- 「タケトとヤスとピクニックのネタとトークライブ」（2014年5月10日） - タケト（元Bコース）、安村昇剛（アームストロング）とのユニットライブ
- 「サンボンヅツ」（2018年12月8日） - 竹内健人（元ミルククラウン）とのユニットライブ
- 「ピンネタイマン」（ヨシモト∞ドーム ステージⅠ、2019年4月26日） - 永井佑一郎とのユニットライブ
- 「ピンネタイマンvol.弍」（ヨシモト∞ドーム ステージⅠ、2019年7月26日）
- 「威風」（2021年4月3日 - 2022年4月15日）- 5GAP、イシバシハザマ、ゆったり感とのユニットライブ
- 「ネタだけの関係」（2021年12月29日 - 2022年5月29日）- チャッピー。、シマッシュレコードとのユニットライブ
- 「ピンのサークル」（2022年5月7日 - ）- 小森園ひろし、たつろう、光永、TEAM近藤、西村ヒロチョとのユニットライブ
- ピクニックとてつみちの「こそこそばなし」（2022年12月3日 - 2024年5月4日 ）- てつみちとのユニットライブ
- 「ぐらぶろあ〜るちゅうにっく」（2023年5月11日-）グランジ、ブロードキャスト！！、LLR、チーモンチョーチュウとのユニットライブ

### その他ライブ
- 「ハイキングウォーキング単独ライブ　根斗百烈拳」（2009年）
- 「ハイキングウォーキング単独ライブ　根斗百烈拳２」（2010年）
- 「平成ノブシコブシ単独ライブ　御コント〜今宵の主役はどちだ〜」（2010年）
- 「ハイキングウォーキング単独ライブ　根斗百烈拳３」（2011年）

## DVD
- 神保町花月公演「カーテン」（2008年）
- 「ルミネtheよしもと 業界イチの青田買い2008秋」（2008年）
- 「ハイキングウォーキング単独ライブ 根斗百烈拳」（2009年）
- 「平成ノブシコブシ初単独ライブDVD 御コント〜今宵の主役はどっちだ〜」（2010年）
- 「ハイキングウォーキング単独ライブ 根斗百烈拳２」（2010年）
- 「ハイキングウォーキング単独ライブ 根斗百烈拳３」（2011年）
- 「平成ノブシコブシ単独ライブ 御コント～徳井健太が滅!～」（2012年）